# تقلید از آثار نظامی گنجوی

نگاره‌ای از نظامی

نظامی گنجوی، به دلیل سبک سخن‌سرایی و زبان شعر مخصوص به خودش، مورد تقلید بسیاری از شاعران قرار گرفته‌است. از جمله شاعرانی که از آثار نظامی تقلید کرده‌اند به این نام‌ها می‌توان اشاره کرد: امیر خسرو دهلوی، خواجوی کرمانی، جامی، هاتفی، قاسمی، وحشی، عرفی شیرازی، مکتبی، فیضی فیاضی، اشرف مراغی، آذر بیگدلی، هلالی جغتایی، مولانا هاشمی کرمانی، مولانا نویدی شیرازی و سلمان ساوجی.

## مقلدان

### خواجوی کرمانی
گل و نوروز داستان عشق شاهزاده‌ای به نام «نوروز» با «گل»، دختر پادشاه روم است که خواجوی کرمانی این مثنوی را در ماه صفر ۷۴۲ هجری و در ۵۳۰۶ بیت سروده‌است. 
این منظومه داستانی عاشقانه است، مربوط به نوروز شاهزادۀ ایرانی، با گُل دختر پادشاه روم. خواجوی کرمانی آن را به پیروی از خسرو و شیرین نظامی گنجه‌ای سروده است و خواجو خود نیز به شاگردی نظامی اقرار کرده‌است.
| فلک تا ازرقی باشد به منظر |  | جهان تا عنصری باشد به جوهر |
| نبیند نظم در شیرین کلامی  |  | چو خواجو هیچ شاگرد نظامی   |

### امیر خسرو دهلوی
خمسه‌اش از خمسه‌های تمام مقلدان نظامی نسبتاً بهتر و برتر است، و او در اشعارش نظامی را به‌عنوان استادی مسلط به فن ستوده‌است:
| نظامی که‌استاد این فن وی است |  | در این بزمگه شمع روشن وی است |
| ز ویرانهٔ گنجه شد گنج‌سنج     |  | رسانید گنجِ سخن را به پنج     |
| چو خسرو به آن پنج هم‌پنجه شد |  | وز آن بازوی فکرتش رنجه شد... |

### وحشی بافقی
وحشی دو منظومهٔ عاشقانه دارد. یکی ناظر و منظور که عشق همجنس‌گرایانهٔ پسران شاه و وزیری را بر یکدیگر روایت می‌کند، و دیگری فرهاد و شیرین یا شیرین و فرهاد به استقبال از خسرو و شیرین نظامی گنجه‌ای. مثنوی نخستین به سال ۹۶۶ به پایان رسید و ۱۵۶۹ بیت است و امّا مثنوی دوم، وحشی بیش از ۱۰۷۰ بیت از آن را نساخت و باقی آن را وصال شیرازی شاعر مشهور سده سیزدهم هجری (م ۱۲۶۲) سروده و با افزودن ۱۲۵۱ بیت آن را به پایان رسانیده‌است. شاعری دیگر به نام صابر شیرازی بعد از وصال ۳۰۴ بیت بر این منظومه افزود.
مثنوی معروف دیگری که وحشی به پیروی از نظامی سرود، خلد برین است که بر وزن مخزن‌الاسرار نظامی گنجه‌ای می‌باشد.
ابیات از خلد برین به تقلید از مخزن الاسرار و در بحر سریع:
| خامه برآورد صدای صریر     |  | بلبلی از خلدبرین زد صفیر     |
| خلدبرین ساحت این گلشن است |  | خامه در او بلبل دستان زن است |
| بلبل این باغ پرآوازه باد  |  | دم به دمش زمزمه‌ای تازه باد   |
| طرفه ریاضی‌ست که تا رستخیز |  | سبزهٔ او را نبود برگ ریز      |
| ز آب خضر سرزده گلها در او |  | غنچه گشا باد مسیحا در او     |

### هاتفی خرجردی
در شعرسرایی دنباله‌رو نظامی گنجوی بود.
- منظومه‌ها (خمسهٔ ناتمام):

لیلی و مجنون،
هفت منظر (مانند هفت پیکر نظامی حدود ۲۰۰۰ بیت)، در بحر خفیف سالم مخبون مقطوع
خسرو و شیرین
تیمورنامه یا تَمُرنامه یا ظفرنامه

### مکتبی شیرازی
از آثار او منظومه لیلی و مجنون که در سال ۸۹۵ هجری قمری به تقلید از نظامی سروده شده‌است شهرت دارد.
| ای بر احدیتت ز آغاز        |  | خلق ازل و ابد هم‌آواز        |
| ای سایه مثال‌گاه بینش       |  | در حکم وجودت آفرینش         |
| ای کالبدآفرین جان‌ها        |  | گوهرکش رشته بیان‌ها          |
| ای برتر از آن‌که دیده جوید  |  | یا نطق زبان‌بریده گوید       |
| نه از گنه منت زیان بود     |  | نه باشدت از عذاب من سود     |
| هر نیک و بدی که در نوا بود |  | نیک از تو و بد ز فعل ما بود |

### فیضی فیاضی
او به تقلید از نظامی مثنوی‌هایی بنام «سلیمان و بلقیس» و «نل و دمن» و «هفت کشور» و «مرکز ادوار» و نیز داستان «گیتا» را به نظم کشیده‌است.
این اشعار از اوست:
| شاهنشه بی نبرد عشق است |  | سلطان خرابه گرد عشق است |
| در ریگ روان دفینهٔ او   |  | در دست تهی خزینهٔ او     |
| صد معرکه عارض سپاهش    |  | صد ناله نقیب بارگاهش    |
| از آب جگر گذشته دلتنگ  |  | بر آتش دل نهاده اورنگ   |

### نامی اصفهانی
او پنج مثنوی خمسه به تقلید از خمسه نظامی با عنوان «نامی نامه» سروده که مشتمل است بر: درج گهر، خسرو و شیرین، لیلی و مجنون، وامق و عذرا، یوسف و زلیخا. نسخ خطی چهار مثنوی او موجود است، ولی از یوسف و زلیخای او نشانی در دست نیست.